# Chapelle Saint-Michel et Saint-Gabriel de Zemun
Pour les articles homonymes, voir Église Saint-Michel-et-Saint-Gabriel.
La chapelle Saint-Michel et Saint-Gabriel de Zemun (en serbe cyrillique : Контумацка капела Светих Арханђела Михаила и Гаврила ; en serbe latin : Kontumacka kapela Svetih Arhanđela Mihaila i Gavrila) est une église orthodoxe située à Belgrade, la capitale de la Serbie, dans la municipalité urbaine de Zemun. Construite en 1786, elle figure sur la liste des monuments culturels protégés de la république de Serbie et sur la liste des biens culturels de la ville de Belgrade.

## Présentation
La chapelle Saint-Michel et Saint-Gabriel, située dans le Gradski park (n° 3), a été construite en 1786 par le marchand Teodor Toša Apostolović. Elle prend la forme d'une croix grecque et est constituée d'une nef unique avec un clocher de deux étages. Elle a été conçue dans un style baroque. La partie occidentale de l'édifice, séparée de la nef, servait aux voyageurs maintenus en quarantaine. Avec la chapelle Saint-Roch, elle aussi située dans le parc, elle constitue un témoignage de l'ancienne Quarantaine, une institution créée en 1730 à un moment où Zemun se trouvait à la frontière de l'empire d'Autriche et de l'Empire ottoman.
L'iconostase de l'église a été peinte par Dimitrije Bratoglić et Konstantin Lekić, deux artistes originaires de Zemun. L'église abrite également des peintures des XVIIIe et XIXe siècles.